# فنسنت برايس (مهندس معماري)
فنسنت برايس (بالإنجليزية: Vincent Price)‏ هو مهندس معماري أسترالي، (و. 1868  م).